# 船宴
船宴，民间称船菜。是设宴于游船上，食与游结合的一种宴饮形式。船宴在中國已有悠久歷史，相传春秋时吴王阖闾曾于船上举行过宴饮，文字记载始见于唐代白居易《宴洛滨》的诗序。南宋时，都城临安(今杭州)民间已有供泛舟湖上宴饮的专业湖船。南京秦淮河船宴历史亦较悠久。至清代，顾禄《桐桥倚棹录》、李斗《扬州画舫录》并有苏州、扬州举行船宴的记载。現在中國的船宴以太湖之上的“太湖船宴”广为知名，尤以无锡之太湖湖鲜、苏州之太湖船点，最是一绝。